# ثریا چاوز
ثریا چاوز (به انگلیسی: Soraia Chaves) (زاده ۲۲ ژوئن ۱۹۸۲) بازیگر و مدل پرتغالی است.
از کارهای معروف او می‌توان به بازی در فیلم خطوط ولینگتون اشاره کرد.